# Korunovace Karla III. a Camilly
Korunovace Karla III. a jeho manželky Camilly na krále a královnu Spojeného království a zemí Commonwealth realm se uskutečnila v sobotu 6. května 2023 ve Westminsterském opatství. Krále a královnu korunoval Justin Welby, arcibiskup canterburský. Karel III. se stal panovníkem v okamžiku úmrtí jeho matky, královny Alžběty II.
Součástí obřadu bylo Karlovo pomazání, které symbolizuje jeho duchovní vstup do královské funkce, následované jeho korunovací a intronizací, které představují převzetí světských pravomocí a odpovědností. Camilla byla korunována v kratším a jednodušším obřadu. Po obřadu se dle očekávání královská rodina vydala v průvodu do Buckinghamského paláce, kde pozdravila lid z balkonu. Korunovační obřad Karla a Camilly byl kratší než korunovace jeho matky v roce 1953.
Korunovace Karla a Camilly byla první korunovací britského panovníka v 21. století a 40. korunovací ve Westminsterském opatství od korunovace Viléma I. Dobyvatele 25. prosince 1066. Při zápočtu Haroldovy korunovace se jednalo o 41. korunovaci v opatství.

## Pozadí

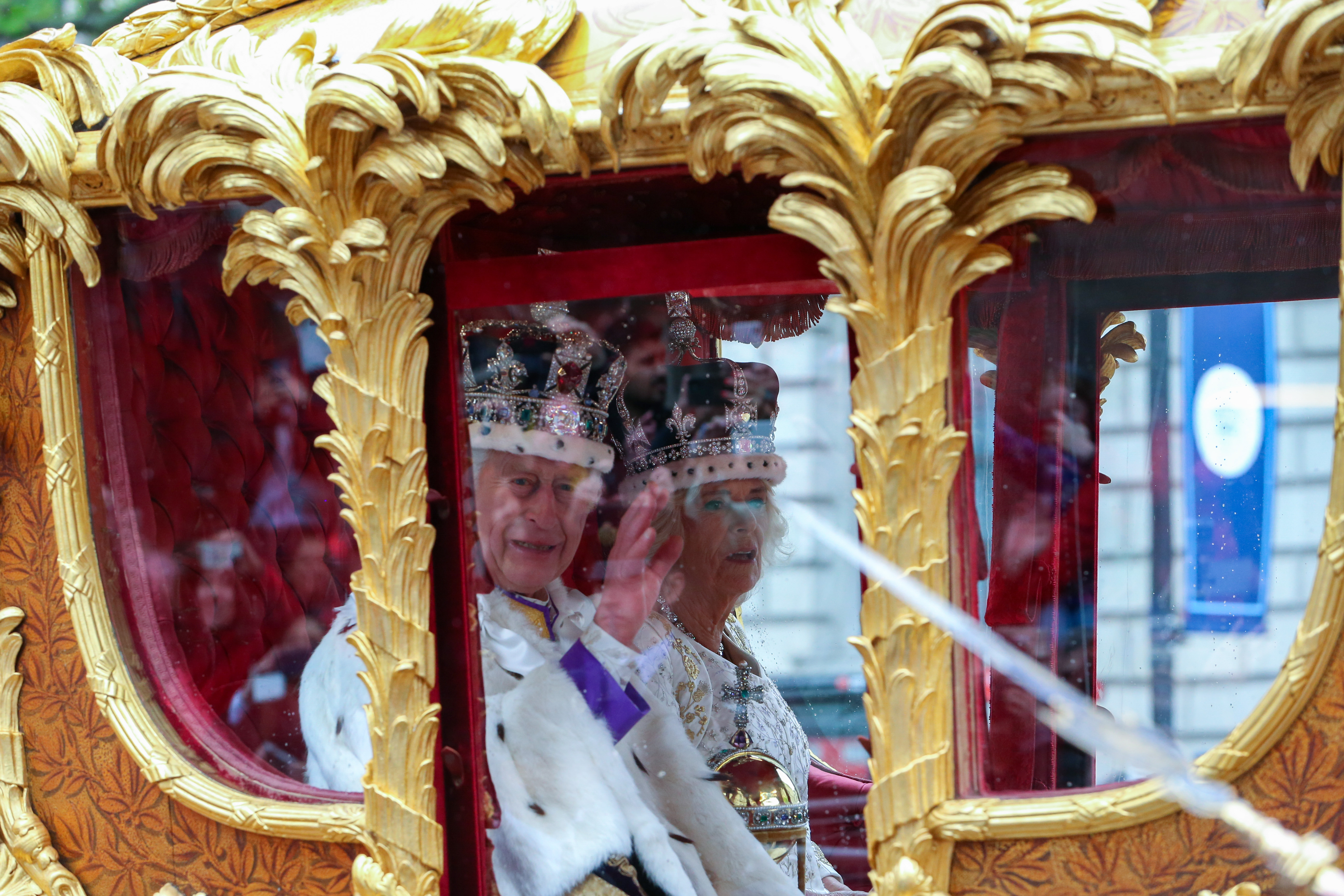
Karel III. a Camilla v kočáře po opuštění Westminsterského opatství

Karel III. se stal automaticky novým králem ihned po smrti své matky Alžběty II. ve čtvrtek 8. září 2022 v 15:10 BST (16:10 SELČ). V sobotu 10. září ho Nástupnická rada prohlásila králem, po čemž následovaly proklamace v dalších zemích Commonwealth realm. Vzhledem k Alžbětinu pokročilému věku byla Karlova korunovace plánována již několik let pod krycím názvem operace Golden Orb. Za Alžbětiny vlády se schůzky k operaci Golden Orb konaly nejméně jednou ročně za účasti zástupců vlády, anglikánské církve a Karlova personálu.

## Hosté
Na korunovaci bylo pozváno přibližně 2 200 hostů z 203 zemí. Mezi pozvanými byli členové královské rodiny, zástupci anglikánské církve, významní politici ze Spojeného království a Commonwealthu, zahraniční hlavy států a královské rodiny. Stejně jako při předchozích korunovacích, sedělo mnoho účastníků v postranních kaplích Westminsterského opatství, nikoli v hlavní lodi.

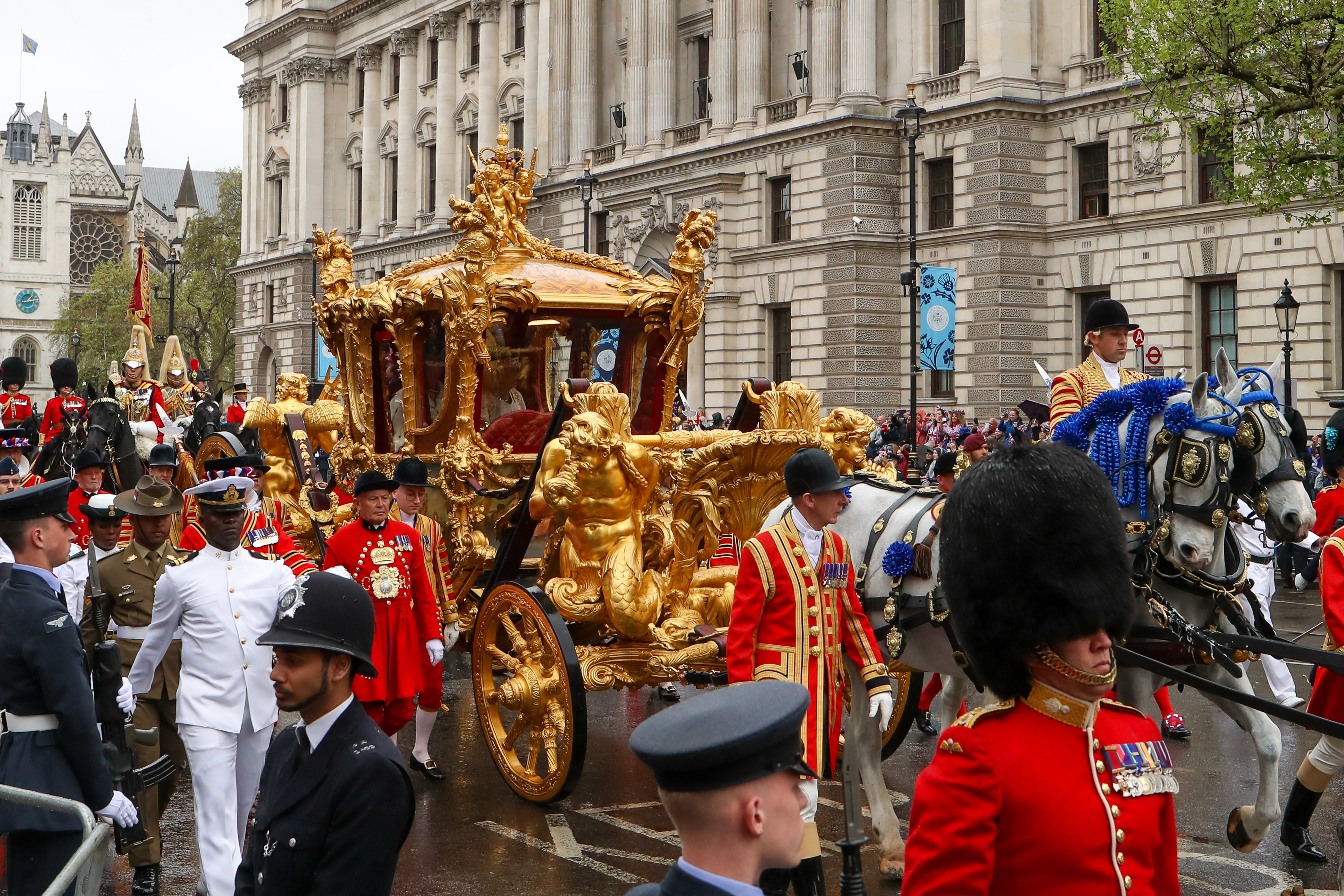
Návrat krále s královnou z Westminsterského opatství do paláce

Počet politických účastníků byl výrazně snížen. V roce 1953 bylo pozváno 800 členů parlamentu a více než 900 peerů, tedy prakticky celý parlament Spojeného království. Rozhodnutí nepostavit v opatství lešení pro Karlovu korunovaci však výrazně snížilo počet míst k sezení. Buckinghamský palác zvažoval pozvat pouze 20 členů parlamentu a 20 peerů, ale protesty členů parlamentu a peerů přiměly tento počet více než zdvojnásobit, přičemž konečné rozhodnutí o tom, kdo bude pozván, učinil Úřad vlády. Choti ministrů a ministryň vlády nebyli pozváni, což některé ministry rozzlobilo.
Na radu vlády král původně zakázal pozvaným peerům nosit hodnostní koruny, korunovační roucha a dvorské uniformy, s výjimkou těch, kteří vykonávají specifické ceremoniální role. Pozvaným peerům bylo sděleno, že místo toho musí nosit obleky nebo parlamentní hermelínová roucha, která se obvykle nosí při slavnostním zahájení zasedání nového parlamentu. Po protestech peerů král toto rozhodnutí zrušil a pozvaným peerům umožnil nošení korun a korunovačních rouch během obřadu.
Pozvání obdrželo 850 zástupců komunit a charitativních organizací, včetně 450 držitelů medaile Britského impéria a 400 mladých lidí; polovinu z nich nominovala britská vláda.
Sto židlí vyrobených pro kongregaci mělo být po obřadu vydraženo a výtěžek věnován na charitativní účely.

## Reakce ve Velké Británii

### Veřejné mínění
V dubnu 2023 provedla agentura YouGov několik průzkumů týkajících se korunovace ve Spojeném království. Průzkum ze dne 13. dubna ukázal, že korunovaci bude pravděpodobně sledovat 46 % dospělých Britů, a další průzkum provedený ve stejný den zjistil, že o obřad se zajímá pouze 33 % respondentů. Průzkum z 18. dubna zjistil, že 51 % Britů se domnívá, že korunovaci by neměli financovat daňoví poplatníci. Jiný průzkum mezi mladými Brity zjistil, že 70 % z nich se „nezajímá“ o královskou rodinu ani o korunovaci.

### Protesty

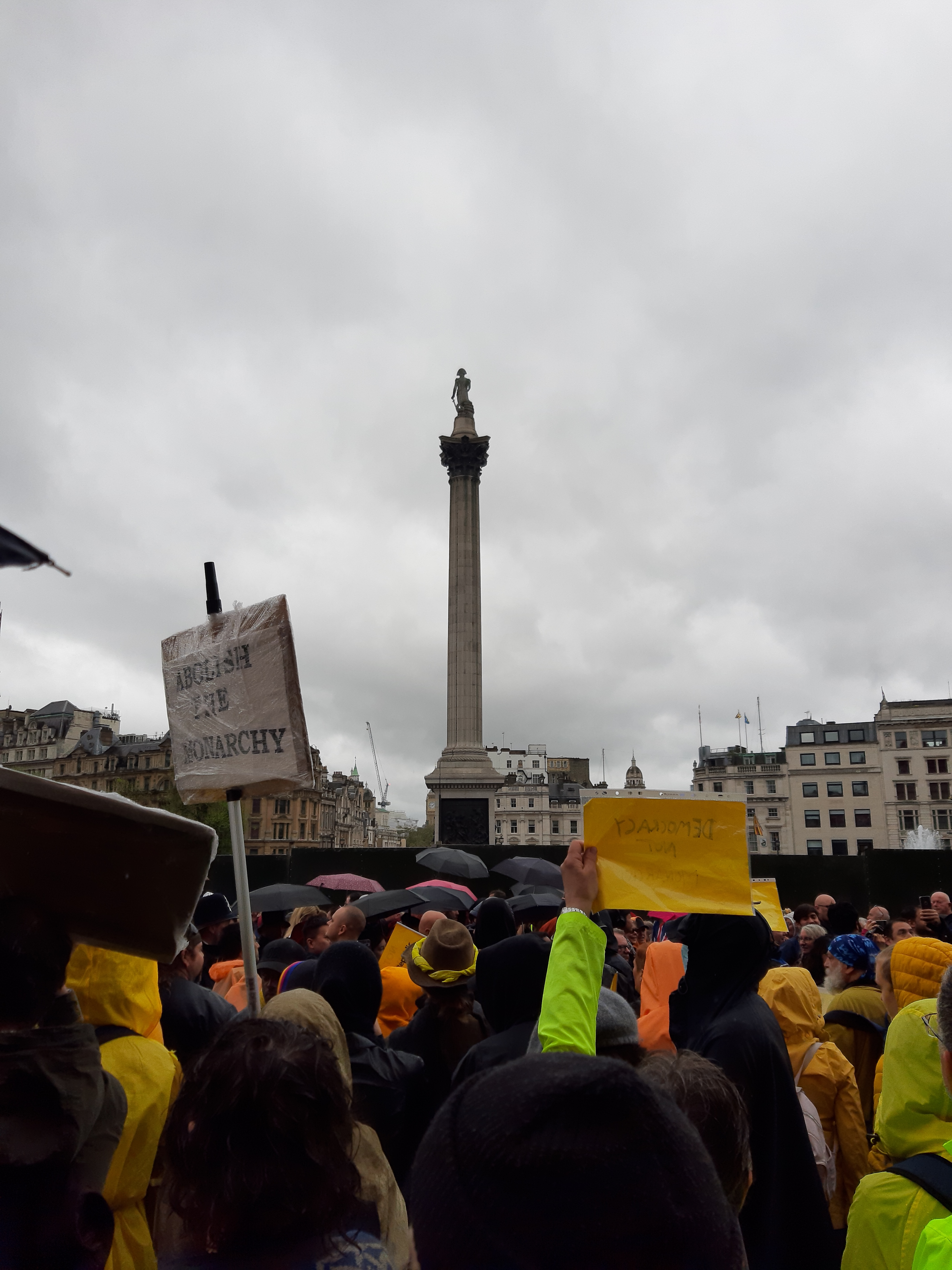
Protestující s transparentem „Zrušit monarchii“ během protestů při korunovaci

Proti korunovaci protestovala britská republikánská skupina Republic, jejíž šéf Graham Smith označil korunovaci za zastaralou „oslavu dědičné moci a privilegií.“ Organizace předpokládala, že půjde o „první případ, kdy se velká královská událost přímo kryje s větším protestem“, přičemž účast na nadcházejícím protestu na Trafalgarském náměstí přislíbilo asi 1 200 osob. Protest se měl uskutečnit v blízkosti sochy Karla I., přičemž menší skupinky po jedné až třech osobách měly být rozmístěny po celé trase průvodu. Republic vyzvala účastníky, aby se během protestu oblékli do žluté barvy. Podle zpravodajské stanice BBC News se protestu zúčastnily stovky lidí. V rámci protestu se uskutečnilo několik akcí.
V den korunovace se v Edinburghu i Glasgow konaly pochody za nezávislost Skotska a republikánské pochody. Pochodů se účastnily skotské skupiny na podporu nezávislosti All Under One Banner v Glasgow a Radical Independence Campaign a Our Republic v Edinburghu. Posledně jmenovaná skupina během svého pochodu propagovala také deklaraci z Calton Hill. Velšská republikánská advokační skupina Cymru Republic uspořádala 6. května protestní akci v Cardiffu, kde se konal pochod od sochy Aneurina Bevana do Bute Parku. Zúčastnilo se ho asi 300 protestujících.
V dubnu 2023 byl britský vicepremiér Oliver Dowden informován policií a obdržel zpravodajské zprávy, že by se protestující mohli pokusit sabotovat korunovaci tím, že by pomocí píšťalek vyplašili koně jdoucí v průvodu. Skupina Republic oznámila, že její demonstrace 6. května nebude mít rušivý charakter, ačkoli se úřady obávaly, že by se další organizace nebo osamělí demonstranti mohli pokusit akci narušit. K odvrácení případných narušení během akce rozmístily bezpečnostní složky z celé Británie v Londýně velké množství fyzických zábran, ozbrojených policistů a policejních dronů. Do pohotovosti byly uvedeny také další jednotky britského protiteroristického obranného mechanismu na podporu bezpečnostních složek. Rozsáhlé bezpečnostní plánování probíhalo již několik let před korunovací v rámci operace Golden Orb.
V den korunovace bylo šest republikánských demonstrantů, včetně Grahama Smithe, ředitele skupiny Republic, zatčeno metropolitní policií. Podle Smithe policie neuvedla, na základě jakých důvodů byla skupina zatčena. Na The Mall bylo zatčeno asi 13 protestujících skupiny Just Stop Oil a pět jich bylo zatčeno na Downing Street. Podle mluvčího skupiny měli v plánu pouze vystavit trička a vlajky. Organizace Human Rights Watch označila zatýkání za alarmující a za něco, „co byste čekali v Moskvě, nikoliv v Londýně.“

#### Odstranění kamene ze Scone
Kámen ze Scone je odnášen z Edinburského hradu v rámci příprav na jeho použití při korunovaci.
Odstranění kamene ze Scone bylo ve Skotsku kontroverzní. V říjnu 2022 podepsaly stovky osob internetovou petici vyzývající k tomu, aby kámen zůstal na Edinburském hradě. Alex Salmond, vůdce skotské strany Alba a bývalý první ministr Skotska, navrhl v březnu 2023, že by skotská vláda měla zabránit převozu kamene do Londýna. Navzdory této námitce byl kámen 28. dubna 2023 převezen do Londýna.

### Britská zámořská území
Na Bermudách a Kajmanských ostrovech byl 8. května vyhlášen státní svátek.
Na Bermudách se plánovalo několik akcí. Dne 6. května se v bermudské botanické zahradě uskutečnila vzpomínková výsadba stromů a otevření korunovační zahrady, která má odrážet činnost prince Charlese na podporu životního prostředí a udržitelného zemědělství. Dne 7. května se v katedrále Nejsvětější Trojice uskutečnila děkovná bohoslužba a 8. května se konal Festival dětského čtení, který je uznáním Camillina závazku k rozvoji gramotnosti, zejména u mladých lidí.
Oslavy na Falklandských ostrovech zahrnují dětskou maškarní párty, akci s živou hudbou a karaoke pro mládež, jakož i Velký oběd a Velkou výpomoc. Dne 3. května se na Gibraltaru uskutečnily oslavy, včetně přehlídky britských sil na Gibraltaru a základních služeb, zahradní a pouliční slavnosti a koncertů. Korunovace bude také živě přenášena na náměstí Grand Casemates.

## Události a reakce v Commonwealth realm

### Antigua a Barbuda
Události u příležitosti korunovace Karla III. na krále Antiguy a Barbudy se konaly v St. John's. Dne 6. května se konal průvod, kterého se zúčastnili příslušníci Obranných sil Antiguy a Barbudy (ABDF), skautů, skautek, chlapeckých a dívčích brigád, držitelé ceny vévody z Edinburghu, adventisté sedmého dne, Pathfinder a kadetské sbory, kteří pochodovali od víceúčelového kulturního centra k budově vlády. Tam se konal slavnostní ceremoniál, jehož součástí byl oheň a vystoupení kapel vojenských sborů. Dne 7. května se u příležitosti této události uskutečnila v letničním Domě obnovy svatého Jana bohoslužba díkůvzdání.

### Austrálie

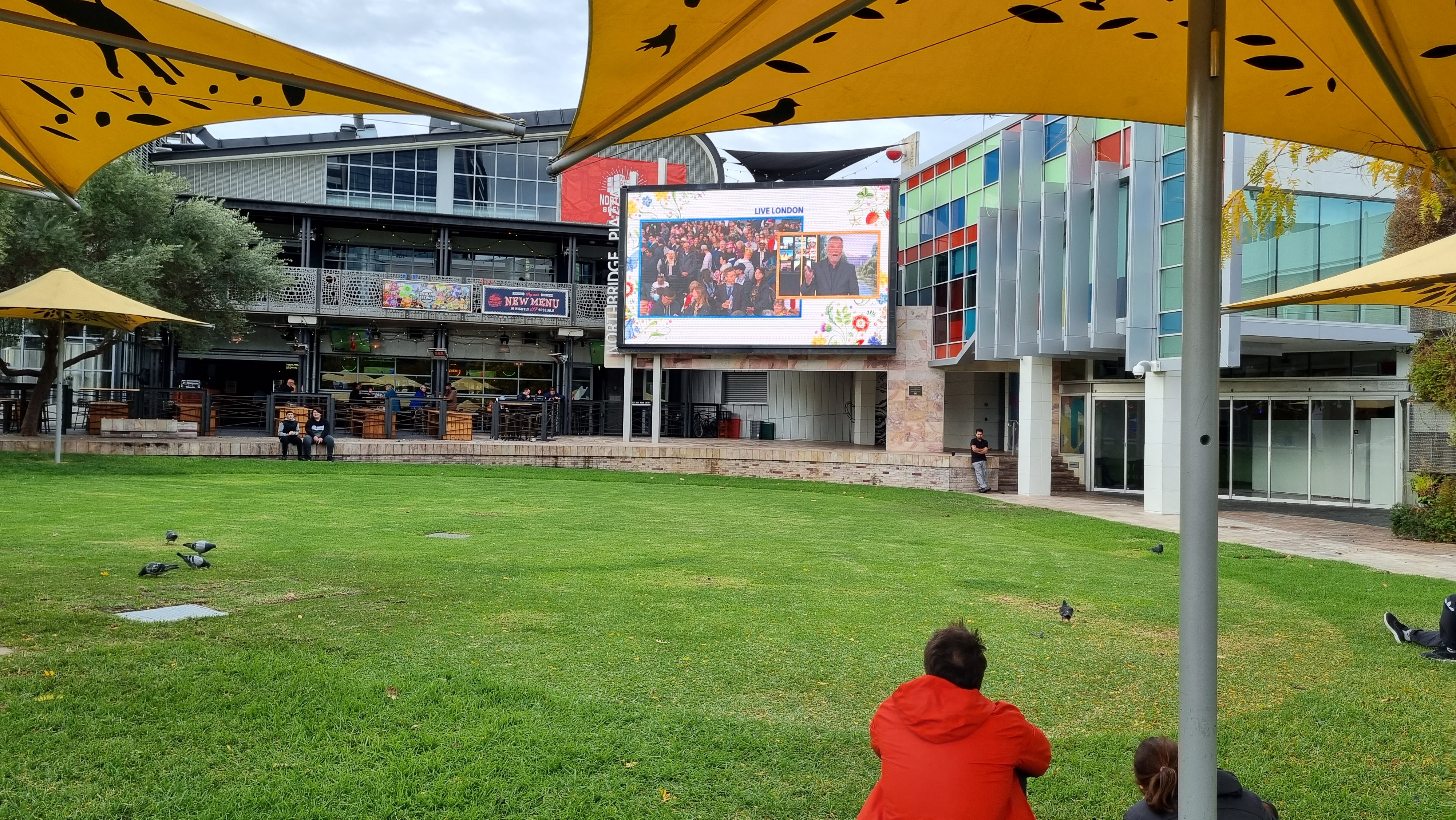
Přenos korunovace v australském Perthu

Na oslavu korunovace Karla III. australským králem byly 6. a 7. května budovy a památky po celé zemi nasvíceny královskou purpurovou barvou. Bylo také vydáno oznámení o vyvěšování vlajky, které nabádá k vyvěšování státní vlajky, vlajky domorodců a vlajky ostrovanů z Torresova průlivu po celý korunovační víkend. Dne 7. května vystřelily australské obranné síly z předsálí budovy parlamentu salvu z 21 děl, po níž následoval přelet Královského australského letectva. Federální výkonná rada také věnovala jménem krále dar ve výši 10 000 dolarů charitativní organizaci usilující o ochranu papouška západního jako oficiální „korunovační dar“ Karlovi.
Vládní domy v Brisbane, Darwinu, Melbourne, Perthu a Sydney uspořádaly 6. a 7. května dny otevřených dveří. Vládní dům v Adelaide učiní totéž 21. května.
Australská monarchistická liga uspořádala 5. a 6. května několik nenápadných akcí a projekcí korunovace, mimo jiné v Adelaide, Brisbane, Melbourne, Perthu a Sydney; rozhodla se však neorganizovat pouliční oslavy kvůli obavám, že by je mohli narušit republikánští protestující.
V období před korunovací byla australská vláda kritizována monarchisty za to, že nevyhlásila státní svátek ani neorganizovala oficiální vládní akce u příležitosti korunovace. Naopak republikáni v Austrálii kritizovali premiéra Anthonyho Albanese za účast na korunovaci a tlačili na něj, aby se nezúčastnil přísahy věrnosti. Lidia Thorpe, domorodá senátorka, prohlásila, že korunovace by měla být využita jako příležitost omluvit se obyvatelům prvních národů a odškodnit je za kolonialismus.

### Kanada

#### Přípravy

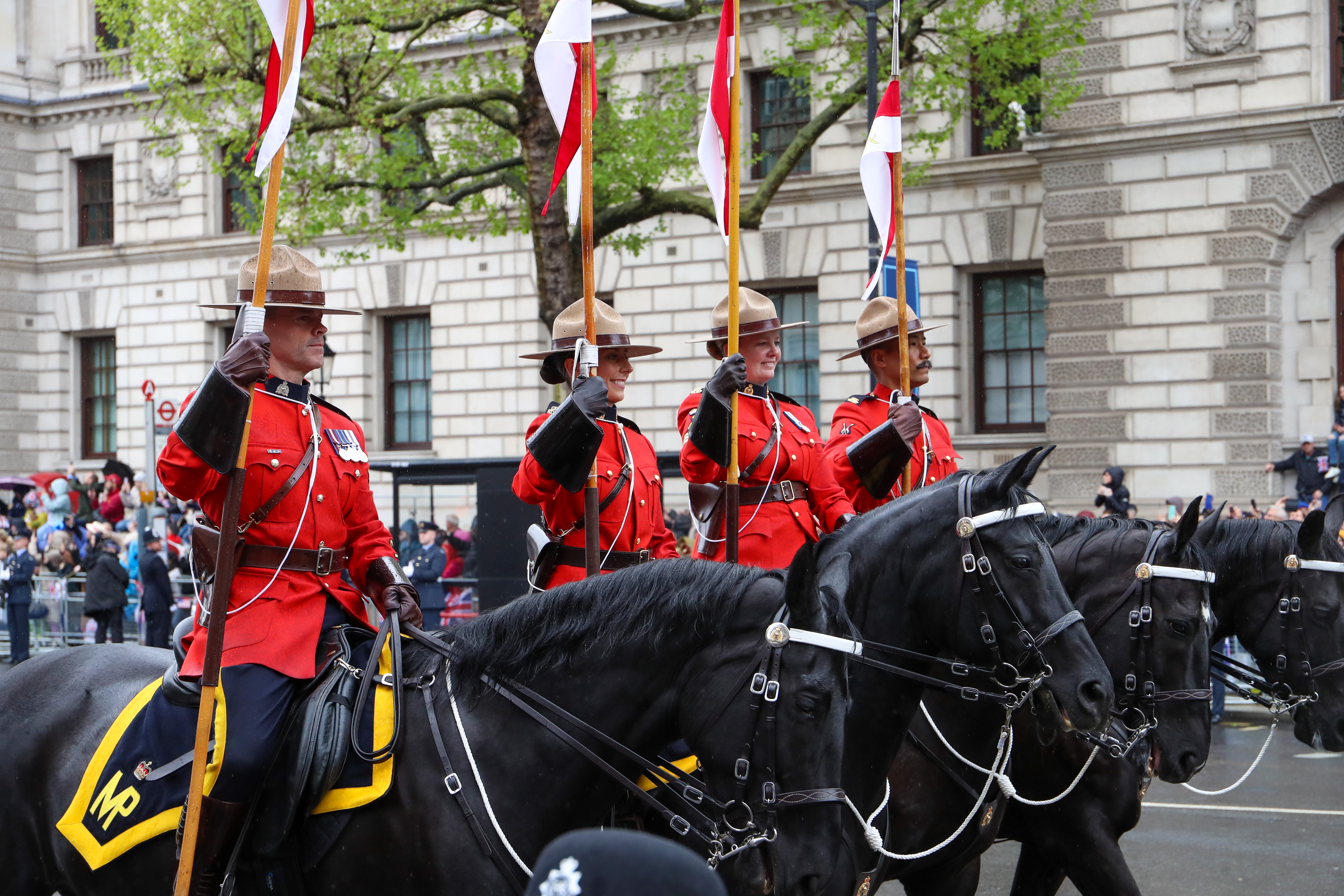
Královská kanadská jízdní policie v Londýně během obřadu

Kanadský korunovační znak vytvořila Cathy Bursey-Sabourin a zaregistrovala jej u Kanadského heraldického úřadu. Obsahuje královskou šifru Karla III. uvnitř kruhu složeného ze 13 trojúhelníkových obrazců, jejichž tvar odkazuje na šňůru praporců a jejichž počet odpovídá počtu kanadských provincií a teritorií. Kruhové uspořádání symbolizuje inkluzi a také domorodé pojetí rovnosti a koloběhu světa přírody. Zelená barva odkazuje na králův závazek k ochraně přírodního prostředí, zatímco bílá místa lze vnímat jako sluneční paprsek symbolizující inovace a nové myšlenky.
Ministerstvo kanadského dědictví poskytlo Královské kanadské geografické společnosti 257 000 dolarů na výrobu vzdělávacích materiálů o králově spojení s původním obyvatelstvem Kanady a o jeho cestách po zemi. Tyto materiály byly k dispozici pro použití v kanadských školách. Během korunovačního víkendu společnost na akcích v Ottawě distribuovala speciální vydání časopisu Canadian Geographic o králi. Ministerstvo inovace, vědy a ekonomického rozvoje Kanady schválilo používání speciální volací značky v Kanadě pro radioamatéry, kterou budou moci používat od 5. května do 2. června.

#### Federální události

Charlesova kanadská královská standarta, odhalená na slavnostním ceremoniálu v Ottawě u příležitosti korunovace

Dne 6. května se v budově sira Johna A. Macdonalda v Ottawě konal televizní celonárodní obřad u příležitosti korunovace a oslav vlády Karla III. jako kanadského krále, na němž vystoupili duchovní vůdce Algonkinů Albert Dumont a letecký inženýr Farah Alibay a pěvecké sbory Eagle River Singers, Sabrina Benaim, Florence K, Inn Echo a Ottawský regionální mládežnický sbor. Během akce vytvořil Dominic Laporte sprejové umělecké dílo tematicky spojené s květinami jako poctu Charlesově podpoře přírodního prostředí. Národní ceremoniál byl zakončen salvou z 21 děl a vystoupením Ústřední kapely kanadských ozbrojených sil na Parlamentním vrchu.
Na národním ceremoniálu bylo odhaleno několik předmětů: Kanadský heraldický úřad odhalil novou standartu pro panovníka a heraldickou korunu, která vychází z tudorovské koruny a obsahuje výrazně kanadské prvky. Kanadská pošta odhalila návrh první kanadské definitivní známky s vyobrazením krále a byly také vystaveny pamětní mince z Královské kanadské mincovny u příležitosti korunovace. Bylo také oficiálně oznámeno, že Karlova podobizna nahradí podobiznu Alžběty II. na kanadských mincích a kanadské dvacetidolarové bankovce. Dne 31. května bude také odhalen oficiální kanadský portrét Karla III.
Na 6. a 7. května byla po celé Kanadě naplánována celostátní iniciativa nasvícení památek smaragdově zelenou barvou. V Rideau Hall, oficiální rezidenci panovníka a generálního guvernéra Kanady, se konaly komentované prohlídky a vystoupil zde Ústřední orchestr kanadských ozbrojených sil, několik poboček Královské kanadské legie uspořádalo recepce.
Kanadská vláda vydá korunovační medaili 30 000 Kanaďanům, kteří se významně zasloužili o zemi nebo svůj místní region. Dva pamětní korunovační medailony schválené Karlem vyrobí také Kanadská mincovna kulturního dědictví.

### Nový Zéland

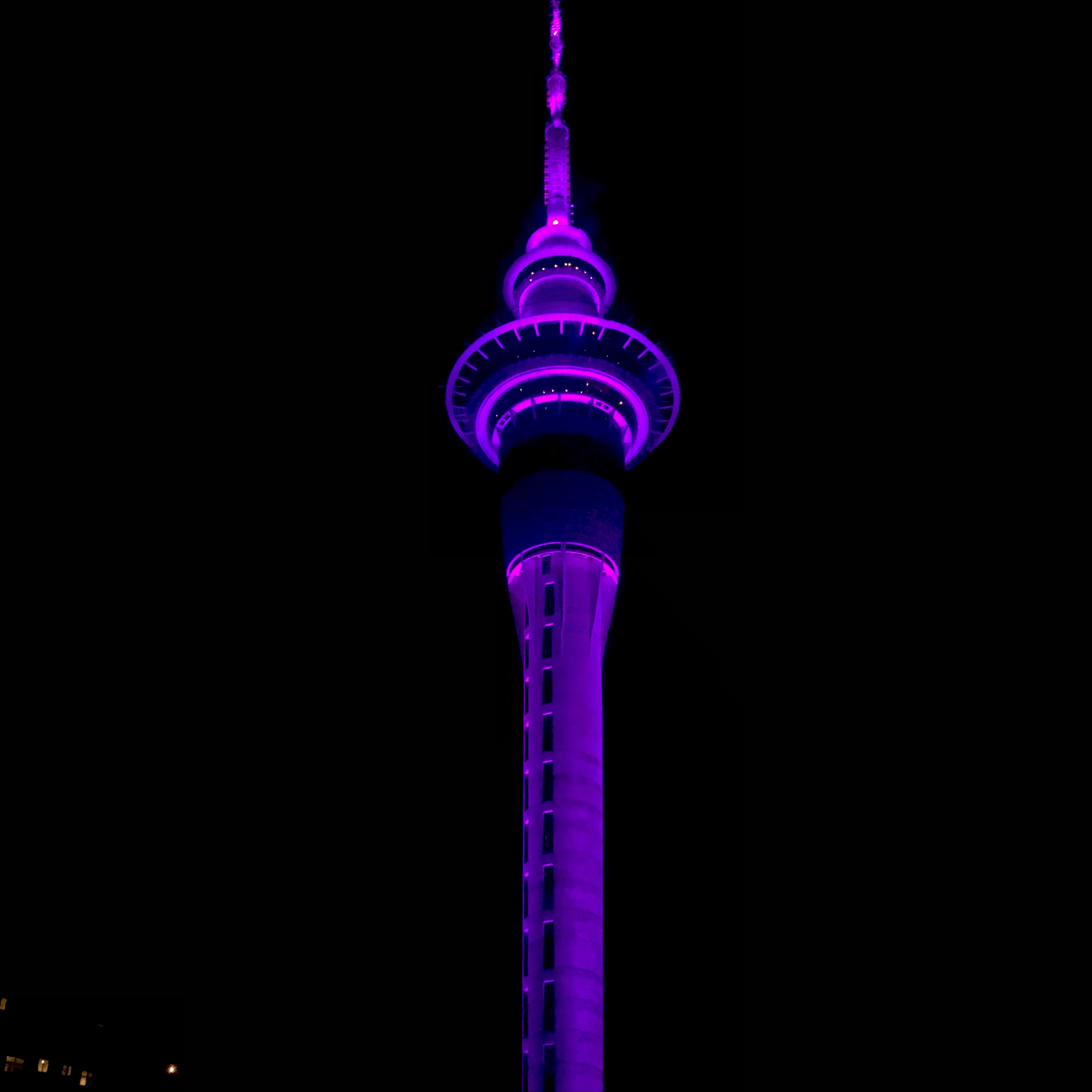
Sky Tower v Aucklandu nasvícený fialovou barvou

Na oslavu korunovace Karla III. novozélandským králem se 7. května v Auckland Domain konala celonárodní akce s představeními. Novozélandské obranné síly ve stejný den předvedly dělovou salvu v Devonportu a na Point Jerninghamu ve Wellingtonu.
Organizace Trees That Count a ministerstvo ochrany přírody iniciovaly kampaň na výsadbu stromů, přičemž novozélandská vláda poskytla jeden milion dolarů na podporu výsadby 100 000 stromů místními radami během korunovačního víkendu. Dne 26. dubna byla kampaň zahájena na půdě budovy parlamentu ve Wellingtonu během slavnostního sázení stromů za účasti různých poslanců, včetně premiéra Chrise Hipkinse a vůdce opozice Christophera Luxona.
Pošta NZ Post vydala 3. května pamětní mince a známky. Dne 6. května se v Aucklandu, Haweře a Wellingtonu uskutečnila také iniciativa osvětlující památky fialovou barvou.
Několik dalších veřejných služeb a soukromých skupin rovněž uspořádalo vzpomínkové akce. Novozélandská akademie výtvarných umění uspořádala u příležitosti korunovace od 21. dubna do 21. května speciální výstavu, na níž byla vystavena díla 68 praktikujících umělců a díla patřící Královskému novozélandskému námořnictvu. Knihovny v Jižním Taranaki hostily korunovační akce od 1. do 6. května. Wellingtonská katedrála svatého Pavla pořádá od 5. do 7. května korunovační festival.

## Další události a reakce členských států Commonwealthu

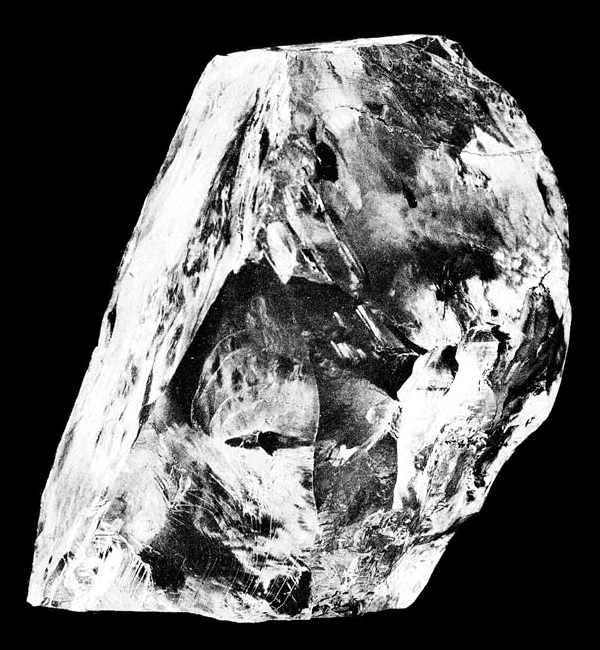
Nevybroušený diamant Cullinan

### Jihoafrická republika
Použití Cullinanských diamantů při korunovaci bylo v Jihoafrické republice kontroverzní. Několik z devíti kamenů vybroušených z původního jihoafrického diamantu je zasazeno do korunovačních klenotů Spojeného království, především do císařské státní koruny a panovnického žezla s křížem. Tento obřad přiměl některé Jihoafričany, aby požadovali jejich navrácení, a to v návaznosti na petici na stejné téma po smrti královny Alžběty II., která získala 8 000 podpisů.

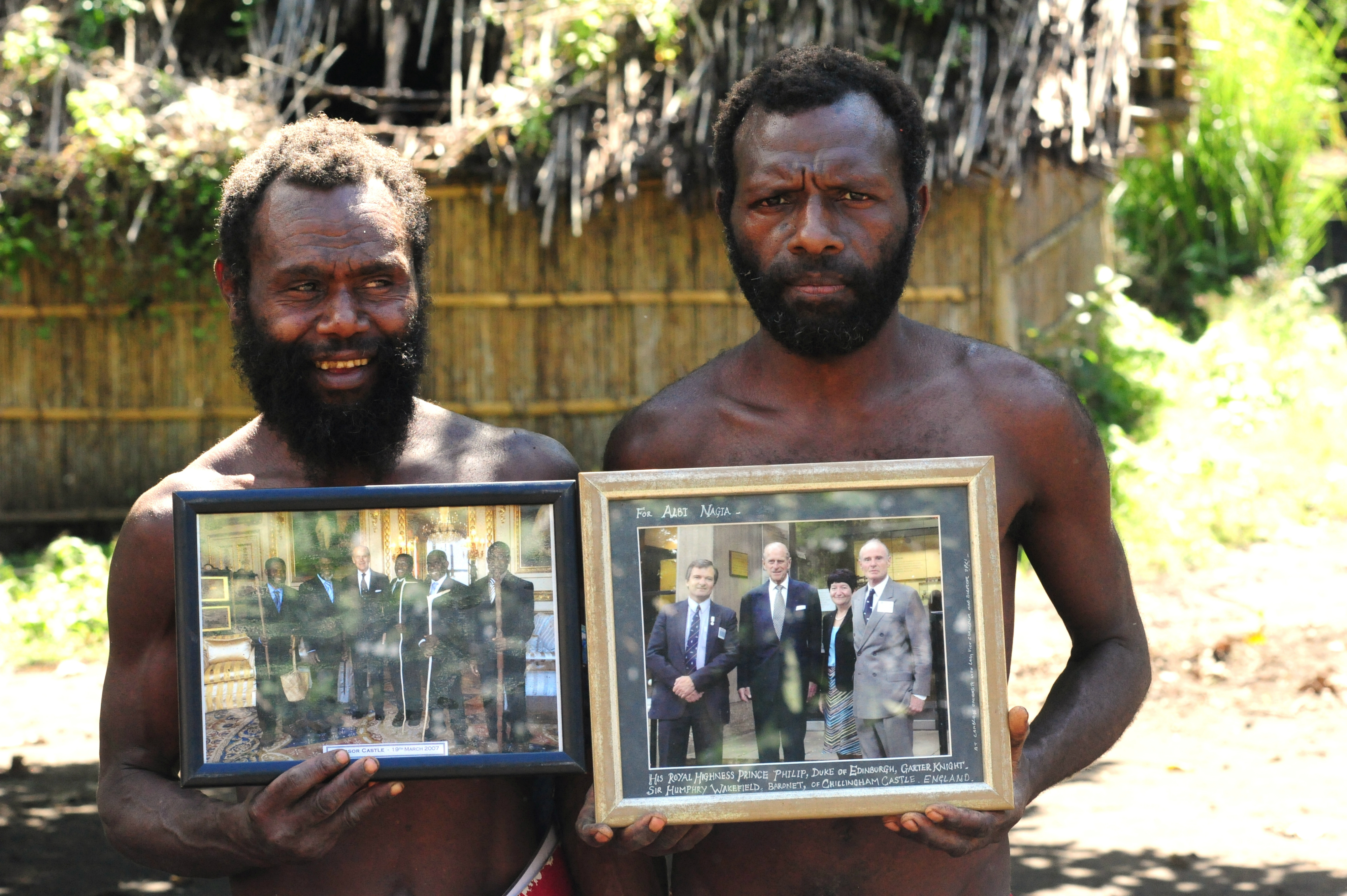
Domorodci z Vanautu drží fotografii domorodců při audienci u prince Philipa, vévody z Edinburghu, v roce 2007

### Vanuatu
Lid Kastom, který uctíval prince Philipa na vanuatském ostrově Tanna, oslavil korunovaci svého boha. Ve vesnicích Yakel a Yaohnanen byly po celý 6. květen pořádány akce, včetně slavnostního vztyčení vlajky Unie, pití a tance. Na oslavách se sešlo asi 5 000 až 6 000 lidí, zúčastnilo se jich také 100 náčelníků.